# 持光寺
持光寺（じこうじ）は、広島県尾道市西土堂町にある浄土宗西山禅林寺派の寺院。山号は日輪山。院号は金剛台院。本尊は阿弥陀如来。

## 歴史
この寺の創建年代等については不詳であるが、もとは天禅寺と号する天台宗の寺院であったが、室町時代前期から中期にかけて浄土宗に改宗したという。

## 文化財

### 国宝
絹本著色普賢延命像
平安時代末期。寸法は146.0×85.0センチ。長寿などを祈願する修法である普賢延命法の本尊画像である。普賢延命菩薩像には2臂像と20臂像があるが、本画像は20臂像であり、密教図像集『別尊雑記』所載の図像に近い。菩薩像は五仏宝冠を戴き、4頭の白象が支える蓮華座上に坐す。白象の頭上にはそれぞれ1体ずつの四天王像を表す。菩薩の肉身は白色で、輪郭には朱線を用い、朱色の隈取りを施す。着衣や台座蓮弁などには繧繝彩色（濃色から淡色へ、層をなすように彩色する技法）を用いるが、截金文様は用いていない。作風・技法には次の鎌倉時代にかけての過渡期的様相がうかがわれる。修理時に絵絹の裏に「延命像仁平三年四月廿一日供養」の墨書が発見され、平安時代末期、仁平3年（1153年）の作であることが知られる。平安時代の仏画のうち、制作年代の明らかな基準作として貴重である。

### その他の文化財
- 広島県指定文化財
  - 絹本著色釈迦八相図

## 所在地
〒722-0032 広島県尾道市西土堂町9-2

## 交通アクセス
- 山陽本線尾道駅 徒歩15分
- 国宝は非公開。